# Martin Gilbert
Martin John Gilbert (Londres, 25 de octubre de 1936-3 de febrero de 2015) fue un historiador británico y autor de más de ochenta libros, incluyendo varios trabajos sobre el Holocausto y la historia del pueblo judío. Gilbert fue un pionero en el campo de los atlas históricos. También era conocido por ser el biógrafo oficial de Winston Churchill.

## Biografía

### Primeros años
Martin Gilbert nació en Londres, hijo de Peter y Miriam Gilbert. Pasó algunos de los años de la guerra en Canadá como parte del programa británico para proteger a los niños de los ataques alemanes. Luego de la guerra asistió a la Highgate School (Escuela Highgate) y posteriormente completó dos años de servicio militar antes de estudiar historia moderna en el Magdalen College, Oxford, graduándose en 1960 con un Bachelor of Arts. Un de sus profesores en Oxford fue A. J. P. Taylor. Luego de su graduación, Gilbert realizó investigación de posgrado en el St Antony's College, Oxford. En 1963, se casó con Helen Constance Robinson, con quien tuvo una hija. Tuvo dos hijos con su segunda esposa, Susan Sacher.

### Carrera
Luego de dos años de trabajo de posgrado, Randolph Churchill se aproximó a Gilbert para que lo ayudara a escribir una biografía de su padre, Winston Churchill. En ese mismo año, fue nombrado investigador invitado del Merton College de Oxford y pasó los años siguientes trabajando en sus propios proyectos de investigación en Oxford y siendo parte del equipo de Randolph en Suffolk, trabajando en los dos primeros volúmenes de la biografía de Churchill. Cuando Randolph murió en 1968, Gilbert fue designado para terminar el trabajo, realizando los últimos seis volúmenes de la biografía. Pasó veinte años trabajando en estos volúmenes y lanzó varios libros durante este periodo. Cada volumen de la biografía está acompañado por dos o tres volúmenes de documentos, por lo que consiste de 24 volúmenes en total (más de 25.000 páginas).
Durante los años 1960, Gilbert compiló algunos de los primeros atlas históricos. Su trabajos más importantes incluyen un volumen sobre el Holocausto, así como historias de un volumen de la Primera y Segunda Guerra Mundial. También escribió una serie de tres volúmenes llamada A History of the Twentieth Century (Una historia del siglo XX).
Gilbert se describió a sí mismo como un "historiador de archivo" que hace uso extensivo de fuentes primarias en su trabajo. En una entrevista con la BBC acerca del Holocausto, Gilbert declaró que la "incansable recolección de hechos a la larga sepultará a los negacionistas del Holocausto."
En 1990, Gilbert fue nombrado Comandante de la Orden del Imperio Británico. En 1995, fue nombrado Caballero "por sus servicios a la historia británica y las relaciones internacionales." En 1995 se retiró como miembro de Merton College, pero fue designado miembro honorario. En 1999, obtuvo un doctorado honorario en la Universidad de Oxford "por la totalidad de sus trabajos publicados." Durante sus últimos años vivió en Londres. Desde el 2002 fue miembro distinguido del Hillsdale College en Míchigan y entre 2006 y 2007 fue profesor en el departamento de historia de la University of Western Ontario.

## Muerte
Gilbert murió el 3 de febrero de 2015 a los 78 años, después de una larga enfermedad.

## Críticas
El historiador israelí Benny Morris ha descrito a Martin Gilbert como un propagandista que usa datos que sobreestiman las bajas en la historia de Israel. Otro historiador israelí, Tom Segev, comentó que el libro de Gilbert The Story of Israel está escrito con "claridad enciclopédica," pero criticó la ausencia de fuentes árabes.
Otros estudiosos han alabado los libros y atlas de Gilbert por su meticulosidad y su presentación objetiva y clara de eventos complejos. Su libro sobre la Primera Guerra Mundial fue descrito como un trabajo que incorpora todos los puntos de vista importantes (doméstico, diplomático y militar) convirtiéndose en "un logro imponente de investigación y narración." En la revista Inside the Vatican se le ha descrito como "un recolector de hechos justo y concienzudo." Piers Brendon considera que Gilbert pasa por alto u omite puntos incómodos. Michael Foot, en una crítica a uno de los volúmenes de la biografía de Churchill en New Statesman en 1971, alabó la obra y escribió que "quienquiera que hizo la decisión de hacer a Martin Gilbert el biógrafo de Churchill merece un agradecimiento de parte de toda la nación."

## Libros

### Biografía de Winston Churchill
- Winston S Churchill: Volume Three: The Challenge of War: 1914-1916 (1971)
- Winston S Churchill: Volume Four: The Stricken World 1917-1922 (1975)
- Winston S Churchill: Volume Five: Prophet of Truth 1922-1939 (1979)
- Winston S Churchill: Volume Six: Finest Hour 1939-1941 (1983)
- Winston S Churchill: Volume Seven: Road to Victory 1941-1945 (1986)
- Winston S Churchill: Volume Eight: Never Despair 1945-1965 (1988)

#### Volúmenes complementarios de Wilson Churchill
- Winston S Churchill: Volume Three, Documents (en dos volúmenes, 1972)
- Winston S Churchill: Volume Four, Documents (en tres volúmenes, 1977)
- Winston S Churchill, The Exchequer Years, 1922-1929, Documents (1979)
- Winston S Churchill, The Wilderness Years, 1929-1935, Documents (1981)
- Winston S Churchill, The Coming of War, 1936-1939, Documents (1982)
- The Churchill War Papers, Volume One: Winston S Churchill, 'At The Admiralty': September 1939-May 1940 (1993)
- The Churchill War Papers, Volume Two: Winston S Churchill, 'Never Surrender': May-December 1940 (1995)
- The Churchill War Papers, Volume Three: Winston S Churchill, 'The Ever-Widening War': 1941 (2000)
- The Churchill Documents, Seventeen: Testing Times: 1942 (2010)

### Otros libros sobre Winston Churchill
- Winston Churchill (1966, una biografía corta para uso escolar)
- Churchill: Great Lives Observed (1967)
- Churchill: A Photographic Portrait (1974)
- Churchill: An Illustrated Biography (1979)
- Churchill's Political Philosophy (1981)
- Winston Churchill: The Wilderness Years (1981)
- Churchill, A Life (1991)
- In Search of Churchill (1994)
- Winston Churchill and Emery Reves, Correspondence 1937-1964 (1997, editor)
- Churchill at War: His 'Finest Hour' in Photographs, 1940-1945 (2003)
- Continue to Pester, Nag and Bite : Churchill's War Leadership (2004)
- Churchill and America (2005)
- Will of the People (2006)
- Churchill and the Jews (2007)
- Churchill: The Power of Words (2012)

### Otras biografías y libros de historia
- Britain and Germany Between the Wars (editor, 1964)
- The Appeasers (con Richard Gott, 1965)
- The European Powers 1900-1945 (1965)
- Plough My Own Furrow: The Life of Lord Allen of Hurtwood (editor, 1965)
- Recent History Atlas, 1860-1960 (1965)
- The Roots of Appeasement (1966)
- Servant of India (editor, 1966)
- Lloyd George: Great Lives Observed (editor, 1968)
- British History Atlas (1968)
- American History Atlas (1968)
- Jewish History Atlas (1969)
- The Second World War (1970, para uso escolar)
- First World War Atlas (1971)
- Russian History Atlas (1972)
- Sir Horace Rumbold: Portrait of a Diplomat, 1869-1941 (1973)
- The Arab-Israeli Conflict: Its History in Maps (1974)
- The Jews of Arab Lands: Their History in Maps (1976)
- The Jews of Russia: Their History in Maps and Photographs (1976)
- Jerusalem Illustrated History Atlas (1977)
- Exile and Return: The Emergence of Jewish Statehood (1978)
- The Holocaust, Maps and Photographs (1978, para uso escolar)
- Final Journey: The Fate of the Jews of Nazi Europe (1979)
- Children's Illustrated Bible Atlas (1979)
- Auschwitz and the Allies (1981)
- Atlas of the Holocaust (1982)
- Jews of Hope, The Plight of Soviet Jewry Today (1984)
- Jerusalem: Rebirth of a City (1985)
- The Holocaust: The Jewish Tragedy (1986)
- Shcharansky: Hero of Our Time (1986)
- The Second World War (1989)
- Atlas Of British Charities (1993)
- The Day the War Ended: May 8 1945 (1995)
- Jerusalem in the Twentieth Century (1996)
- The Boys, Triumph Over Adversity (1996)
- First World War (2002)
- A History of the Twentieth Century, Volume One: 1900-1933 (1997)
- Holocaust Journey: Travelling in Search of the Past (1997)
- Israel, A History (1998)
- A History of the Twentieth Century, Volume Two, 1933-1951 (1999)
- A History of the Twentieth Century, Volume Three, 1952-1999 (1999)
- Never Again: A History of the Holocaust (2000)
- From The Ends of the Earth: The Jews in the Twentieth Century (2001)
- History of the Twentieth Century (2001, versión condensada de su historia de tres volúmenes)
- Letters to Auntie Fori: The 5,000-Year History of the Jewish People and their Faith (2002)
- The Righteous: The Unsung Heroes of the Holocaust (2002)
- Christian Clergy as Rescuers: A Holocaust Imperative (2003)
- D-Day (2004)
- Kristallnacht: Prelude to Destruction (2006)
- The Somme: Heroism and Horror in the First World War (2006)
- The Story of Israel (2008)
- Atlas of the Second World War  (2009)
- In Ishmael's House: A History of the Jews in Muslim Lands (2010)
- The Holocaust: The Human Tragedy (en inglés). Rosetta Books. 2014. ISBN 9780795337192.

### Ediciones en español
- Atlas Akal de la Primera Guerra Mundial: la historia completa. Ediciones Akal. 2003. ISBN 978-84-460-1867-4.
- El desembarco de Normandía: el día D. Ediciones Paidós Ibérica. 2005. ISBN 978-84-493-1741-5.
- Las potencias europeas. Grijalbo. 1967. ISBN 978-84-253-0223-7.
- La Primera Guerra Mundial. La Esfera de los Libros. 2005. ISBN 978-84-9734-243-8.
- La Segunda Guerra Mundial (1939-1942). La Esfera de los Libros. 2005. ISBN 978-84-9734-298-8.
- La Segunda Guerra Mundial (1943-1945). La Esfera de los Libros. 2006. ISBN 978-84-9734-433-3.
- La noche de los cristales rotos: el preludio de la destrucción. Siglo XXI de España. 2008. ISBN 978-84-323-1370-7.
- La batalla del Somme: La batalla más sangrienta de la Primera Guerra Mundial. Grupo Planeta. 2014. ISBN 9788434417663.